# Plutarchia
Plutarchia je rod rostlin z čeledi vřesovcovité. Zahrnuje 11 druhů a je rozšířen v Jižní Americe v oblasti Kolumbie a Ekvádoru.

## Vybrané druhy
- Plutarchia angulata
- Plutarchia coronaria
- Plutarchia dasyphylla
- Plutarchia dichogama
- Plutarchia ecuadorensis
- Plutarchia guascensis
- Plutarchia minor
- Plutarchia miranda
- Plutarchia monantha
- Plutarchia pubiflora
- Plutarchia rigida
- Plutarchia rimbachii
- Plutarchia speciosa